# مارتین لیک (مینه‌سوتا)
مارتین لیک (به انگلیسی: Martin Lake) یک منطقهٔ مسکونی در ایالات متحده آمریکا است که در شهر لینوود واقع شده‌است. مارتین لیک ۹۳۳ نفر جمعیت دارد و ۲۸۰٫۱۱ متر بالاتر از سطح دریا واقع شده‌است.واقع در ایالت مینه سوتا.